# 平行盛
平 行盛（たいら の ゆきもり）は、平安時代末期の平家一門の武将。平清盛の次男である平基盛の長男。

## 生涯
父の基盛は1162年に24歳で早世したが、平家一門の栄達にともない治承2年に叔父の宗盛の知行国の播磨守となり、翌年の治承3年には叔父の重衡の後任で左馬頭になり正五位下に昇叙した。
藤原定家に師事し歌人としても名を上げた。都落ちの際に自身の詠草を定家に託し、その包み紙に書かれた和歌は後に新勅撰和歌集に入集している。
治承・寿永の乱においては倶利伽羅峠の戦い、藤戸の戦い、屋島の戦いなどに参加。特に藤戸の戦いにおいては、大将軍として佐々木盛綱率いる源氏方と対戦した。元暦2年（1185年）3月、壇ノ浦の戦いにおいて最終的な敗北を喫し、従兄弟の資盛、有盛とともに入水自殺した説（『平家物語』）、または討死した説（『源平盛衰記』）などがある。しかし『吾妻鏡』の3月24日の壇ノ浦合戦に関する記述には名前が書かれておらず（4月の報告には書かれている）、赤間神宮の七盛塚にも名前はない。

## 伝承
一説によると信基（時信）という息子がおり、種子島に渡って種子島氏の祖となったと伝わる。
奄美群島に伝わる平家落人伝説では壇ノ浦の戦いから落ち延びた行盛は、平資盛、平有盛や彼らの配下と共に喜界島へ辿り着いたと伝わる。その後行盛は、奄美大島の龍郷町戸口に居を構えたとされ、平行盛神社がある。島民に文化を教えて、島を統治したとも伝わっている。